# Effix
Effix est un éditeur spécialisé dans les progiciels pour salles de marché. Fondé en 1987, 
Effix est intégré au groupe Reuters en 1993 et disparaît en 2002 pour faire place à Reuters Financial Software. 
Le 1er février 2012 Reuters Financial Software s'est séparé de son département 'Risk' devenu l'entreprise Turaz.
La société Turaz 20 millions d'euros de chiffre d'affaires et 50 salariés en 2013 est dissoute en  juin 2014.

## 1987- 1993: De l’affichage des données financières au ‘risk-management’
Effix est fondé en 1987, à Paris, par Christian Nicaud et Erick Poul.
L'objectif de l'entreprise est de proposer un système d’affichage d’informations de marché sur une station Unix installée sur le bureau de l'opérateur de marché, à la faveur de la révolution numérique dans les salles de marché. Auparavant, pour assurer ses besoins d’aide à la décision, un trader pouvait avoir plusieurs moniteurs installés sur son bureau, chacun appartenant à un fournisseur de données différent, et présentant une information en format analogique.
Ce produit, ATW, affiche en temps réel les dépêches d’agence et les cours d’instruments financiers sur les marchés organisés comme de gré à gré. Il est asservi à TRIARCH 2000, un système de distribution de données numériques sur le réseau local de la salle de marché, développé et commercialisé par Reuters.
Effix conclut par conséquent avec Reuters, en 1989, un accord commercial, au terme duquel ce dernier fournit l’interface de programmation nécessaire à l’acquisition par ATW des données circulant sur TRIARCH 2000, et prend 20 % du capital de l’éditeur français.
Là où son concurrent Bloomberg L.P. était (et est encore) plus centré sur les marchés des titres, Reuters ayant une forte position sur le marché des changes, les licences ATW seront essentiellement vendues aux banques pour leurs tables de change.
En 1990, alors que la commercialisation d’ATW est un succès, Effix cherche à étendre sa gamme de produits en proposant un outil de tenue de position de change, alimenté en cours temps réel et produisant un profit & loss en temps réel. Ce produit, appelé Forex, sera mis au point par 2 VSNE et avec le concours de Sogenal Luxembourg, où ils étaient installés.
En 1991, la Banque Internationale de Gestion et de Trésorerie (BIGT), filiale du Crédit lyonnais, devient l’actionnaire majoritaire d’Effix en y apportant les actifs et les équipes de Koris International, une filiale qu’elle avait fondée pour développer un produit de gestion de portefeuille obligataire et de dérivés de taux. Ce produit, développé en C sur le SGBD Sybase, s’appelait Kondor, le K étant inspiré du nom de la société. Forex et Kondor sont alors logés dans une entité juridique séparée de celle qui développe ATW, dans laquelle Reuters porte simultanément sa part de capital à 35 %.
Effix décide alors de fusionner Forex et Kondor en un produit intégré, Kondor+. La lettre K se retrouvera comme élément d’identification de la plupart des progiciels édités par Effix, à commencer par Forex, rebaptisé Kaïman.
Le développement, toujours en C et C++ et sur Sybase, de Kondor+, démarre en 1992 et la Banque de France en devient le premier client cette même année, dans le cadre de son projet SAMAR (SAlle de MARché) confié à l’intégrateur IBM. Entreprise jusque-là d’ingénieurs, Effix se dote d’une équipe de consultants pour assurer l’accompagnement des clients dans leurs spécifications et leurs besoins de paramétrage et de formation.

## 1993 - 2002: Vers l’intégration dans le groupe Reuters
En 1993, à l’occasion de la restructuration du groupe Crédit Lyonnais, BIGT est conduit à céder ses activités non bancaires. Effix est cédé entièrement à Reuters. Kondor+ devient une ligne de produit mondiale, la division Risk-management Systems d'Effix est promue division du groupe, et Effix, alors ré-installé à Puteaux, en constitue le cœur et le centre de décision. C’est aussi à cette époque que le terme de risk-management devient consacré, dans la profession, pour désigner les fonctions de tenue de position, de surveillance du P&L, de contrôle de respect des limites d’engagements par contrepartie, et de mesure des risques de taux et de change, toutes fonctions assurées par Kondor+.
Pendant les deux ou trois années qui suivent, Reuters dote ses bureaux, dans la plupart des pays, des compétences requises à l’installation et au support de Kondor+, tandis qu’Effix évolue en un pur centre de production, avec un support de dernier niveau.
La mobilisation de la force de vente de Reuters dans le monde assure le succès commercial à Kondor+. Deutsche Bank et Banco Santander en deviennent les principaux clients, installant le système dans leurs principales filiales dans le monde, soit entre 15 et 20 sites pour chacune. À l’exception de  Putnam Investments (en), un gestionnaire d’actifs de Boston, les clients de Kondor+ sont des banques d’investissement. 
Après un premier produit de saisie et transmission d’ordres dédié à la bourse de Paris, appelé NSC-CoCa, Effix met sur le marché Reuters Exchange Trader (RXT), un frontal de connexion multi-bourses, ciblant les brokers actions à l’étranger. Le produit rencontre un succès commercial mitigé, remportant le marché de l’équipement des affiliés de la bourse de Toronto, mais ratant celui du London Stock Exchange.
Effix lance encore K-Base, un produit de référencement des titres, qui se veut une offre alternative à Fininfo, alors en position de force sur le marché français, notamment sur le créneau obligataire. Mais son développement en sera stoppé, faute de soutien de l’actionnaire, Reuters préférant miser sur son projet Armstrong, qui débouchera sur R3FI, un module de sa Série 3000.
Kobra est lancé en 1995 pour remplacer ATW. Le produit est conçu pour être indépendant de la plateforme matérielle : ces années voient en effet une vague de migration des postes de trader, dans les salles de marché, vers l’environnement Windows NT, Unix devenant confiné à l’exploitation des serveurs. Kobra doit aussi se rendre installable chez les clients ayant choisi le réseau TIB de Tibco au lieu de TRIARCH 2000, et encapsuler Adfin, un « add-on » logiciel pour Excel apportant aux traders des fonctions de calcul financier, et développé par le partenaire Marvin Informatique, dont Reuters détient par ailleurs les deux tiers du capital. En 1998, Kobra est articulé sur l’offre Reuters 3000, et rebaptisé Reuters 3000 Xtra.
En 1999, après Dow Jones Telerate Dow Jones qui équipe la salle de marché de HEC, Effix équipe celle de l'ESSEC, avec Kondor+ et Kobra.
En 2000, Reuters rachète Diagram fip pour se doter d’une offre logicielle dans le domaine du back-office pour la proposer à ses clients utilisant Kondor+, et en fusionne les équipes avec celles d’Effix. 
Puis, en 2002, la fusion avec Marvin Software est l’occasion pour le groupe de faire disparaître le nom d’Effix, qui devient Reuters Financial Software.

## Chiffres clé
- L'effectif d'Effix passe de 29 collaborateurs fin 1991 à 150 courant 1996 et à 430, en 2002, dont 85 % d'ingénieurs, après intégration du personnel de Diagram, racheté cette année-là.
- En 1995, 10000 licences ATW et 2000 licences de Kondor+ ont été vendues dans le monde. Le nombre de licences de Kondor+ vendues atteint 7300 en 1999.
- En 1999, 42000 traders répartis dans 71 pays utilisent l'un des produits d'Effix
- Le chiffre d'affaires passe de 30 MF en 1991 à 160 M€ en 2002.
- En 1997, l'activité de risk-management génère globalement un chiffre d'affaires de 130 millions de livres sterling pour le Groupe Reuters[8],[9]

## Principaux produits
- ATW, puis Kobra : affichage en temps réel d'informations financières
- Kondor+ : risk-management
- K-Base : référentiel de titres
- Kougar : calculs spécifiques au marché des changes
- RXT : saisie et transmission d'ordres vers les places boursières